# 周强
周强（1960年4月—），湖北黄冈市黄梅县人，中国共产黨、中华人民共和国法官及政治人物，副国级领导人。西南政法大学民法法学硕士，现任第十四届全国政协副主席，是中共第十六至二十届中央委員，曾任第九屆全國人大常委會委員、全國人大內務司法委員會委員、中国共产主义青年团中央第一书记、中国共产党湖南省委员会书记及湖南省人民代表大会常务委员会主任、最高人民法院院长等職務。

## 生平
周强1976年8月参加工作。1978年考入西南政法大学，同年9月加入中国共产党。

### 司法部
1985年研究生毕业后，获法学硕士学位；被分配到司法部工作，开始从政之路。此后，历任司法部法律政策研究室法规处干部、主任科员，法规司法律法规处主任科员、副处长、处长；1993年曾短暂在深圳市司法局挂职，担任局长助理；6个月后回到司法部机关，出任办公厅副主任、兼部长办公室主任，成为时任部长肖扬的秘书；为日后政坛的起步，奠定了基础；两年后，即升任司法部法制司司长，时年35岁。

### 共青团中央
在担任司长5个月后，周强被推荐到中共中央党校一年制中青年干部培训班学习。在此期间，周强被宣布任命为中国共产主义青年团中央书记处书记；1997年，升任团中央书记处常务书记；一年后，接替李克强任团中央书记处第一书记，此后长期在团中央任职，因此被外界视为“团派”一员。1998年3月，第九届全国人大第一次会议上，他当选为全国人民代表大会常务委员会委员。

### 湖南省
2006年9月，已在中国共青团中央工作十余载的周强终获外放机会，出任湖南省代理省长。2007年2月3日，在湖南省十届人大五次会议上，正式当选湖南省人民政府省长。2010年4月，在张春贤调任中国共产党新疆维吾尔自治区委员会书记后，周强接任中国共产党湖南省委员会書記。同年9月，兼任湖南省人民代表大会常务委员会主任。

### 最高人民法院
2013年3月15日，在第十二届全国人民代表大会第一次会议上当选最高人民法院院长，晋升副国级。2018年1月，当选第十三届全国政协委员。2018年3月18日，連任最高人民法院院長。

### 全国政协
2023年1月17日，周强当选第十四届全国政协委员，卸任最高人民法院院长后出任全国政协副主席。

## 家庭
- 兒子：Zhou Jun, 出生於北京協和醫院，畢業於北京景山學校和清華大學，在國家核安全局任職期間先後與潘岳、陳吉寧、李乾傑等人共事。[來源請求]
  - 兒媳：楊尚昆孫女，出生於北京協和醫院，先後就讀於藍天宇鋒幼兒園、北京市西城區育民小學和北京八中少兒班。[來源請求]

## 荣誉
2005年4月，周強以中华全国青年联合会名誉主席的身份，榮獲聯合國環境規劃署頒發的首屆「地球衛士獎」。

## 任內著名事件

### 李旺阳事件
周强任中共湖南省委书记期间，发生李旺阳事件，被软禁的失明民运人士李旺阳于醫院离奇死亡。周强于2012年7月30日表示李旺阳死于自杀，证据确凿。

### 唐慧劳教案
周强主政湖南期间，在2010年提出“法治湖南”的主张，但是湖南永州市发生了唐慧劳教案：唐慧因对女儿"被强奸及被迫卖淫"案审判结果不服而到永州市人民政府和湖南省人民政府上访，结果遭到当局劳动教养。

### 湘西集资问题和曾成杰案
2013年7月12日，“湘西非法集资案主犯”曾成杰被湖南省长沙市中级人民法院判处枪决。7月13日，曾成杰的代理律师王少光发表“紧急声明”，这份声明中暗示周强有伙同湖南官员为掩盖“黑打”占财（一审前曾的企业资产即被“贱卖”）而杀人灭口、为保位升官而不择手段“维稳”的嫌疑，这份声明称：“最高法院院长周强案发时是湖南省长，在湖南高院判处曾成杰死刑时是省委书记。湖南高院2012年2月19日做出二审判决，直到2013年3月周强从湖南到任最高法院院长前，最高法院都没有核准，周强当院长后不到三个月核准。”

### 夏俊峰案
夏俊峰案在各界人士一直呼吁免除夏俊峰死刑的舆论氛围中，由周强担任院长的最高法核准死刑，最高法给出的解释是夏俊峰罪行特别严重不足以从轻处罚，从而被立即执行死刑，舆论哗然。与之形成鲜明对比的是，经济犯罪被判死刑的高官越来越少。2013年7月8日，受贿6000多万元的原中国铁道部部长刘志军被判死缓，不少网民对此非常不解。而7月12日，湘西民营企业家曾成杰却因“集资诈骗罪”被执行死刑。
2014年3月11日，全国政协会议期间，在参加湖南代表团审议“两高”报告时周强表示,“夏俊峰是一名摊贩，杀了两个城管，造成一人重伤。但是就因为夏俊峰是摊贩，对方是城管，大家对城管有偏见，所以有些人、甚至有些社会上的大V就鼓动说这人不能杀。”，“但是这种人不杀就非常危险，就好像两个人关起门来吵了一架，你把人杀掉了，如果这样也是正当防卫，这个社会就会天下大乱。”，引起部分网民的不满和反弹，知名学者张雪忠在其新浪微博上表示：“不是基于法律规定，而是出于政治考量。出于政治考量而把一个人杀掉！”

### 衡阳人大集体贿选案
2012年至2013年期间，先后有56名湖南省人大代表送錢拉票，涉及金額超過1.1億元人民币。事件曝光后，有512名收受錢物的衡陽市人大代表辭職。这是中共有史以來最大的賄選案在湖南爆發，震驚海內外。中国官方2013年12月29日宣布对此立案調查，對涉案的431名中共黨員和國家工作人員進行黨紀政紀立案。這宗周强主政湖南期间的贿选案再次使已就任最高法院院長的周強陷入漩渦。

### 贾敬龙案
2015年2月19日，河北省石家庄市年轻农民贾敬龙（1986年生）因婚房被官员强拆、未婚妻因此离他而去的情形下，以射钉枪杀死村支书何建华。后来他被石家庄中院和河北省高院判处死刑，并得到最高人民法院的核准。该案引起了国内外舆论及中国司法界广泛争议，许多法学专家认为贾敬龙不应被判死刑，呼吁最高人民法院“刀下留人”。2016年11月15日，石家庄市中级人民法院遵照最高人民法院院长周强签发的执行死刑命令，将贾敬龙执行死刑。

### “错误思潮”談話
2017年1月14日，最高人民法院院长周强在全国高级法院院长会议上公开表示，各级法院要坚决抵制西方“宪政民主”、“三权分立”、“司法独立”等“错误思潮”影响，“旗帜鲜明，敢于亮剑，以优异成绩迎接党的十九大召开”，由中新網等多家主流媒體登載。
周强的上述言论受到一些法学家如贺卫方、张千帆等人的反驳和批评，称其“是真正的祸国殃民的言行，完全是在开历史的倒车”。之后中国法律界、中国知识界的部分公民各发起一起公开联署要求周强辞职，联署人包括上海律师林礼国、广州律师葛文秀、法学家郭道晖和张千帆、北京电影学院教授崔卫平和郝建、经济学家茅于轼、学者荣剑和吴伟、艺术家栗宪霆、作家苏小玲、独立评论人笑蜀、电影人张献民等人。1月24日，广东维权律师葛文秀将联署信分别寄给全国人民代表大会、中国共产党中央纪律检查委员会和最高人民检察院，公开信表示周强的言论严重违宪违法。截至2月3日，联署信签名达到1056人。自由亞洲電台政论作者高新认为周强的亮剑讲话是为了讨好中共总书记习近平，目的是在中共十九大上接班孟建柱担任中共中央政法委员会书记从而晋身中央政治局委员。
數日後最高法院發表文章為抵制错误思潮提供立論詳細依據，同時認為最高院院長的談話引起輿論論戰並非壞事，可以利用關注熱點的機會傳播官方立場與價值觀點。

### 最高法卷宗丢失事件
2018年末，前中国中央电视台节目主持人崔永元在新浪微博发文称，“陕西千亿矿权案”卷宗在最高法离奇失踪。最高人民法院随后先回应称此事为谣言。12月29日（周六）午间，崔永元再次发文叙述此事经过，并附言“周强，我觉得最高法的法官还是有骨气的，你觉得呢？”同日晚，在崔永元再次发布数条图片“证据”后，最高法改口称“已经启动调查程序”。12月30日（周日），中国财经媒体《华夏时报》发布了一段疑似最高人民法院法官王林清的自述视频，显示王在视频中证实卷宗被盗为实，并称录制影片是为“免遭不测”。
2019年1月8日，针对中共中央政法委官网中国长安网发布消息“对网上反映最高人民法院二审审理的陕西榆林凯奇莱能源投资有限公司诉西安地质矿产勘查开发院合作勘查合同纠纷案卷宗丢失等问题，近日，由中共中央政法委员会牵头，中央纪委国家监委、最高人民检察院、中国公安部参加，成立联合调查组依法依纪开展调查，相关事实查清后将向社会公布”。
调查组最终认定案卷丢失为负责该案件审理的最高人民法院民一庭助理审判员王林清为发泄对单位的不满故意所为。

### 最高法秘密通知涉中國銀行「原油寶」事件不予立案事件
2020年5月9日，最高人民法院發布通知《最高人民法院關於妥善處理涉中國銀行「原油寶」事件民事訴訟的有關問題的通知》，通知要求，因中國銀行已形成和解補償方案，人民法院暫不立案；堅持提交材料的，法院接收後轉交當地中國銀行分支機構。對已受理案件，暫緩審理，引導當事人與中國銀行和解解決糾紛。
2020年7月，該通知爆光，迫於壓力，7月下旬最高法要求各省進行集中管轄，同時要求各法院判決均按照中國銀行和解協議中的20%予以判決。